# Woosnam-Bürstenhaarmaus
Die Woosnam-Bürstenhaarmaus (Lophuromys woosnami) ist ein Nagetier aus der Gattung der Bürstenhaarmäuse (Lophuromys). Sie kommt in Uganda, der Demokratischen Republik Kongo, Ruanda und Burundi vor. Das Artepitheton woosnami ehrt den britischen Soldaten und Naturforscher Richard Bowen Woosnam, der 1905 die Typusexemplare gesammelt hatte. 1915 ist er während der Schlacht von Gallipoli im Kampf getötet worden.

## Merkmale
Die Kopf-Rumpf-Länge der Woosnam-Bürstenhaarmaus beträgt 106 bis 135 mm, die Schwanzlänge 104 bis 133 mm, die Ohrenlänge 20 bis 25 mm, die Hinterfußlänge 24 bis 27,5 mm und das Körpergewicht 38 bis 64 g. Die Art ist mittelgroß. Der Rücken ist einheitlich mittel- bis dunkelbraun mit rötlichem Ansatz, der Bauch ist hellbraun. Der Schwanz ist lang (circa 105 % der Kopf-Rumpf-Länge) und nahezu unbehaart. Die Hinterfüße sind im Vergleich zu anderen Lophuromys-Arten lang und die Krallen sind kurz. Die Exemplare aus West-Kivu sind größer als die aus dem Ruwenzori-Gebirge. Die Weibchen tragen zwei Zitzenpaare. Die Chromosomenzahl beträgt 2n = 42 und FN (Fundamental Number) = 72.

## Verbreitungsgebiet
Es werden zwei Unterarten unterschieden: Die Nominatform bewohnt das Ruwenzori-Gebirge an der Grenze zwischen der Demokratischen Republik Kongo und Uganda. Die Unterart Lophuromys woosnami prittiei kommt im Kigezi-Hochland in Uganda, im Virunga-Gebirge in Uganda, im Nyungwe-Wald in Ruanda, in der Demokratischen Republik Kongo, sowie Kibira-Wald in Burundi vor. Eine mögliche unbeschriebene Unterart wurde westlich die Kiwusees in der Demokratischen Republik Kongo entdeckt.

## Lebensraum
Die Woosnam-Bürstenhaarmaus bewohnt das Unterholz von Bergwäldern auf beiden Seiten des westlichen Rift Valley in Höhenlagen von 1800 bis 3880 m, gerodete Flächen in Wäldern sowie alte und neue Bambuswälder. Zudem ist sie zwischen Felsen in der afro-alpinen Vegetation (Senecio, Lobelia) anzutreffen. Es ist nicht bekannt, ob die Art in gestörten oder veränderten Lebensräumen überleben kann.

## Lebensweise
Woosnam-Bürstenhaarmäuse sind nachtaktiv. Sie leben auf dem Boden und können mit ihren langen Füßen springen und klettern. Sie können sehr zahlreich sein und bis zu 56 % der Nagetiergemeinschaften ausmachen. In Gefangenschaft wurde keine Aggression beobachtet. Gegenseitiges Putzen und die Beteiligung der Weibchen an der Geburt und Pflege der Jungen deuten auf eine gewisse Sozialität hin. Die Woosnam-Bürstenhaarmaus ist ein Allesfresser. Die Mägen enthielten 40 bis 50 % Gliederfüßer und einige Schnecken; zudem wird verschiedenes Pflanzenmaterial (z. B. Samen und Knollen) gefressen. Die Weibchen gebären während der Regenzeit. Die Tragzeit beträgt 32 Tage. Trächtige Weibchen haben 1 bis 3 Embryonen (durchschnittlich 1 bis 9). Die Jungtiere sind frühreif und entwickeln sich schnell. Männchen und Weibchen erreichen die Geschlechtsreife nach 7 bis 8 Wochen, wobei die Männchen dann ein Gewicht von 36 bis 40 g aufweisen.

## Status
Die IUCN Red List klassifiziert die Woosnam-Bürstenhaarmaus als „nicht gefährdet“ (least concern), da sie, obwohl sie im montanen westlichen Graben endemisch ist und die Bedrohungen nicht genau bekannt sind, in den Höhenregionen weit verbreitet ist, ihr Verbreitungsgebiet weit über 20.000 km² umfasst und sie in den untersuchten Gebieten häufig vorkommt.